# اباندس
اباندس (به اسپانیایی: Abánades) یک شهرستان در اسپانیا است که در استان گوادالاخارا واقع شده‌است.